# The Best New Horror: Volume 9
The Best New Horror: Volume 9 är den nionde volymen i antologiserien med samma namn. Den publicerades 1998 på det brittiska bokförlaget Robinson och i USA på Carroll & Graf.

## Innehåll
- "Introduction: Horror in 1997" av Stephen Jones
- "Dying Words" av David J. Schow
- "The Windmill" av Conrad Williams
- "The Right Ending" av John Burke
- "Swallowing a Dirty Seed" av Simon Clark
- "This Is Your Life (Repressed Memory Remix)" av Pat Cadigan
- "Christmas Forever" av Christopher Fowler
- "Four Famines Ago" av Yvonne Navarro
- "The Crawl" av Stephen Laws
- "Serpent Eggs" av David Langford
- "No One You Know" av Dennis Etchison
- "The Dripping of Sundered Wineskins" av Brian Hodge
- "The Word" av Ramsey Campbell
- "The Map to the Homes of the Stars" av Andy Duncan
- "Emptiness Spoke Eloquent" av Caitlín R. Kiernan
- "Save As ..." av Michael Marshall Smith
- "Coppola's Dracula" av Kim Newman (International Horror Guild Award 1997)[1]
- "Grazing the Long Acre" av Gwyneth Jones
- "The Zombies of Madison County" av Douglas E. Winter
- "Necrology: 1997" av Stephen Jones och Kim Newman